# تشارلز جيل
تشارلز جيل هو رسام وشاعر كندي، ولد في 21 أكتوبر 1871 في سوريل-تريسي في كندا، وتوفي في 16 أكتوبر 1918 في مونتريال في كندا بسبب الإنفلونزا الأسبانية وإنفلونزا.